# (34534) 2000 SL216
2000 SL216 (asteroide 34534) é um asteroide da cintura principal. Possui uma excentricidade de 0.06874710 e uma inclinação de 7.46045º.
Este asteroide foi descoberto no dia 26 de setembro de 2000 por LINEAR em Socorro.